# Isopterygium longicaule
Isopterygium longicaule är en bladmossart som beskrevs av Theodor Carl Karl Julius Herzog 1916. Isopterygium longicaule ingår i släktet Isopterygium och familjen Hypnaceae. Inga underarter finns listade i Catalogue of Life.